# Vini stepheni
Il lorichetto di Stephen (Vini stepheni (North, 1908)) è un uccello della famiglia degli Psittaculidi.

## Descrizione
Del tutto simile al lorichetto di Kuhl, se ne differenzia per l'assenza del blu dal capo e per una soffusione verde sulle penne rosse del petto.

## Distribuzione e habitat
Vive solo sull'isola di Henderson nelle foreste aperte costiere.